# Capasa lycoraria
Capasa lycoraria är en fjärilsart som beskrevs av Achille Guenée 1858. Capasa lycoraria ingår i släktet Capasa och familjen mätare. Inga underarter finns listade i Catalogue of Life.